# Kevin Ceccon
Kevin Ceccon (Clusone, 24 de setembro de 1993) é um automobilista italiano.
Disputava a Auto GP quando substituiu Davide Rigon na equipe Coloni da GP2 que se acidentara na etapa da Turquia.